# Синік-Оукс (Техас)
Синік-Оукс (англ. Scenic Oaks) — переписна місцевість (CDP) в США, в окрузі Беар штату Техас. Населення — 10 458 осіб (2020).

## Географія
Синік-Оукс розташований за координатами 29°42′14″ пн. ш. 98°40′5″ зх. д. / 29.70389° пн. ш. 98.66806° зх. д. (29.703887, -98.668028).  За даними Бюро перепису населення США в 2010 році переписна місцевість мала площу 20,38 км², з яких 20,33 км² — суходіл та 0,05 км² — водойми.

## Демографія
Згідно з переписом 2010 року, у переписній місцевості мешкало 4957 осіб у 1758 домогосподарствах у складі 1482 родин. Густота населення становила 243 особи/км².  Було 1845 помешкань (91/км²).
Расовий склад населення:
| - 91,8 % — білих - 2,2 % — азіатів - 0,8 % — чорних або афроамериканців - 0,3 % — корінних американців - 0,1 % — вихідців з тихоокеанських островів - 2,7 % — осіб інших рас |

До двох чи більше рас належало 2,1 %. Частка іспаномовних становила 23,8 % від усіх жителів.
За віковим діапазоном населення розподілялося таким чином: 25,6 % — особи молодші 18 років, 60,8 % — особи у віці 18—64 років, 13,6 % — особи у віці 65 років та старші. Медіана віку мешканця становила 43,5 року. На 100 осіб жіночої статі у переписній місцевості припадало 99,7 чоловіків;  на 100 жінок у віці від 18 років та старших — 97,7 чоловіків також старших 18 років.
Середній дохід на одне домашнє господарство  становив 176 184 долари США (медіана — 145 667), а середній дохід на одну сім'ю — 185 692 долари (медіана — 151 127). Медіана доходів становила 97 132 долари для чоловіків та 76 987 доларів для жінок. За межею бідності перебувало 3,1 % осіб, у тому числі 5,9 % дітей у віці до 18 років та 2,9 % осіб у віці 65 років та старших.
Цивільне працевлаштоване населення становило 2480 осіб. Основні галузі зайнятості: освіта, охорона здоров'я та соціальна допомога — 24,9 %, науковці, спеціалісти, менеджери — 18,5 %, фінанси, страхування та нерухомість — 15,4 %.